# 裴行俭墓
裴行俭墓，位于山西省运城市闻喜县郝庄乡永青村西南，是中华人民共和国山西省文物保护单位之一。
1965年5月24日，授予山西省文物保护单位，是一座古墓葬，为裴行俭的墓穴。